# Абдульманов, Абдулхак Шакирович
Абдулха́к Шаки́рович Абдульма́нов (род. 26 августа 1939, Москва) — советский футболист, нападающий, мастер спорта СССР (1964), заслуженный тренер РСФСР (1991).

## Карьера
Начинал играть в Люблино, в детских и юношеских командах «Локомотива» у тренера Владимира Дворцова. В 1959—1961 проходил службу в армии.
В 1962—1963 играл за сызранский «Нефтяник», в который был приглашён во время службы в армии тренером Иваном Ширяевым. В 1964—1965 сыграл в высшей лиге 13 матчей за куйбышевские «Крылья Советов». Участвовал в финальном матче Кубка СССР 1964 с киевским «Динамо». После играл в ивановском «Текстильщике» и балаковском «Корде». После окончания института физкультуры работал детским тренером. Более 20 лет преподавал в ФШМ.

## Достижения
- Финалист Кубка СССР: 1964